# SingStar (série)
SingStar é uma série de videojogos de karaoke feitos para PlayStation, desenvolvida pela London Studios e publicada pela Sony Computer Entertainment Europe. A maioria dos jogos lançados desta série são para a PlayStation 2, mas alguns discos foram lançados para PlayStation 3 e a 24 de Outubro de 2012 foi lançado um jogo grátis para PS3 para ser baixado pela PlayStation Network. Está a ser preparada uma versão para a PlayStation 4 prevista para lançamento no fim de 2014 com o nome SingStar Ultimate Party, que poderá utilizar smartphones como microfone através de um app distribuído gratuitamente.
Os jogos SingStar são distribuídos como software único ou em "pack" junto com dois microfones USB — um vermelho, um azul. Também existem os microfones SingStar sem fio. O jogo é compatível com as câmaras EyeToy (do PS2) e PlayStation Eye (do PS3), permitindo aos jogadores verem-se a cantar. A Eye também pode ser usada como microfone nos modos de jogo para um jogador e para gravar a apresentação do jogador, para divulgação na rede interna do jogo (My SingStar Online) ou publicamente no site da internet SingStar.com (em inglês).
A série SingStar é gerida localmente para acomodar os diferentes conteúdos no território onde é lançado, muitas vezes tendo mesmo diferentes nomes. Como por exemplo SingStar Pop é chamado "SingStar - The Dome" na Alemanha e contém músicas alemãs, enquanto é chamado "SingStar - Svenska Hits" na Suécia com músicas suecas.

## Informações Gerais

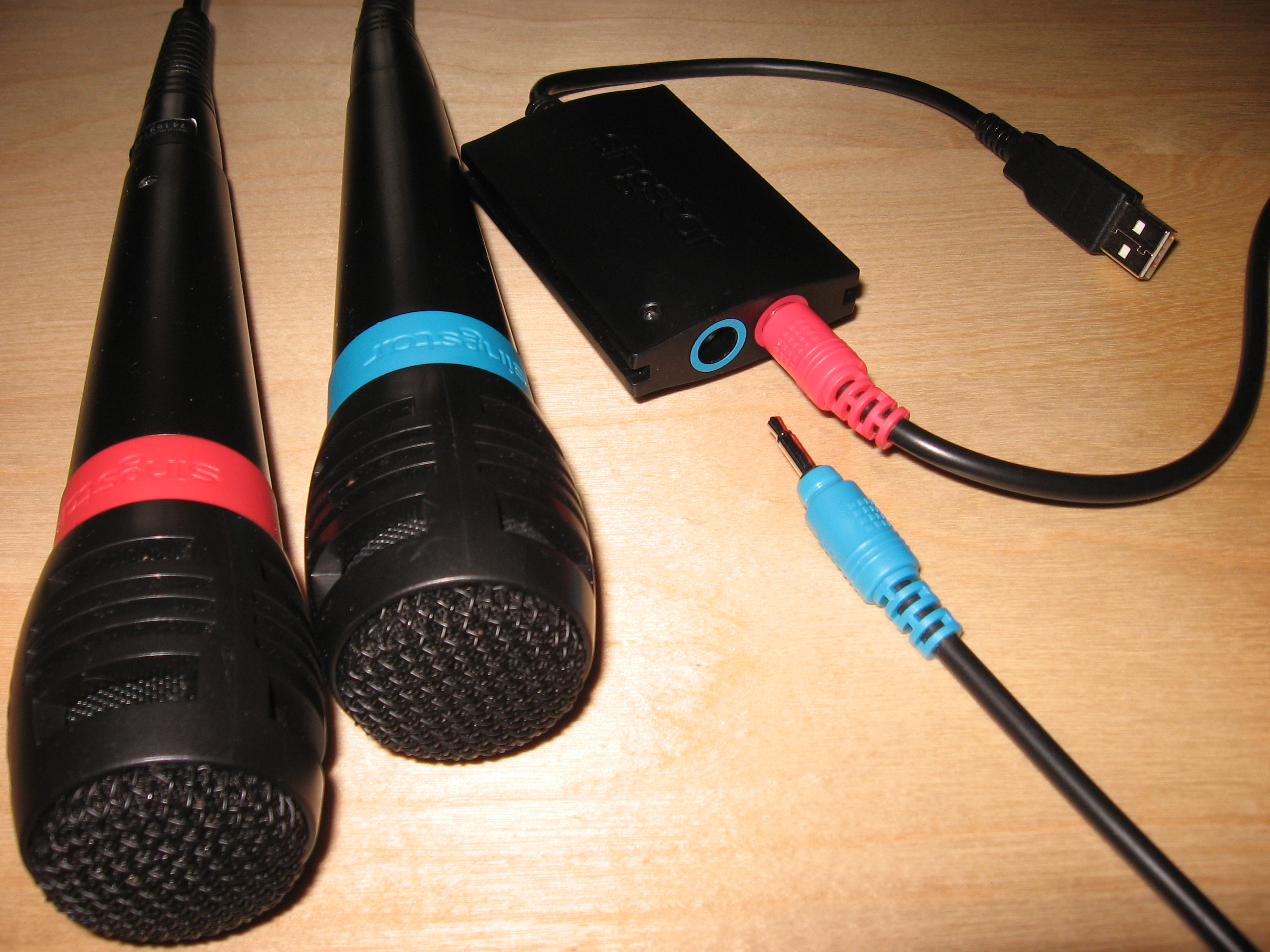
O jogo SingStar utiliza dois microfones USB

Os jogos SingStar são jogos de karaoke onde os jogadores cantam as músicas para fazer pontos. Os jogadores interagem com a consola via microfones USB enquanto um vídeo de música passa na televisão. As letras são mostradas na parte inferior do ecrã. O jogo verifica o cantar do jogador com a música original, o jogador consegue pontos com o correcto uso das palavras no tempo e no tom da música. Existem diferentes tipos de modos dentro de um jogo SingStar, mas todos com esse princípio.
Todos os jogos SingStar permitem trocar o disco de um jogo por outro disco "SingStar", e mesmo o jogo da PlayStation 3 permitirá o uso de discos da PlayStation 2 para seleção das músicas. Isso permite ao jogadores aceder a outras músicas da série SingStar sem ter de fazer constantemente o "reiniciar" da máquina.

### Modos
Os modos incluídos em todos, ou quase todos, os jogos SingStar são:
- Cantar a Solo — Onde permite que um jogador treine a solo as canções.
- Passa o Microfone — um modo multi jogador, até 8 jogadores, e conhecido pelo modo festa.
- Faz uma Estrela — um modo que permitia fazer uma carreira (apenas disponível no primeiro SingStar).

## Lançamentos
SingStar já lançou várias sequelas para a PlayStation 2. A lista mostra-os primeiro pelo lançamento no Reino Unido, depois em Portugal (a bold) e também inclui outros lançamentos.
| Plataforma | Titúlo                          | Lançamento                    | Lançamento                                                 |
| Plataforma | Titúlo                          | Reino Unido                   | Portugal                                                   |
| ---------- | ------------------------------- | ----------------------------- | ---------------------------------------------------------- |
| PS2        | SingStar                        | Maio 2004                     | Junho 2004                                                 |
| PS2        | SingStar Party                  | Novembro 2004                 | Novembro 2004                                              |
| PS2        | SingStar Pop\|Singstar Popworld | Maio 2005                     | Julho 2005                                                 |
| PS2        | SingStar '80s                   | Novembro 2005                 | Dezembro 2005                                              |
| PS2        | SingStar Rocks!                 | Abril 2006                    | Junho 2006                                                 |
| PS2        | SingStar Anthems                | Augosto 2006                  | Não foi Lançado em Portugal                                |
| PS2        | SingStar Legends                | Outubro 2006                  | Novembro 2006                                              |
| PS2        | SingStar Pop Hits               | Abril 2007                    | Junho 2007 - Primeiro com alinhamento de músicas nacionais |
| PS2        | SingStar 90s                    | Agosto 2007                   | Outubro 2007                                               |
| PS2        | SingStar Rock Ballads           | Setembro 2007                 | Data Não Disponivél                                        |
| PS2        | SingStar R&B                    | Outubro 2007                  | Data Não Disponivél                                        |
| PS2        | SingStar Latino                 | Não Vai Sair                  | Novembro 2007 - Novo alinhamento português                 |
| PS3        | SingStar                        | Dezembro 2007 ou Janeiro 2008 |                                                            |